# Ronald Pierce
Ronald Pierce (18 de setembro de 1909 — Fort Mohave, 5 de março de 2008) é um sonoplasta estadunidense. Venceu o Oscar de melhor mixagem de som na edição de 1975 por Earthquake, ao lado de Melvin Metcalfe Sr..